# Kamchatkit
Kamchatkit ist ein sehr selten vorkommendes Mineral aus der Mineralklasse der „Sulfate (einschließlich Selenate, Tellurate, Chromate, Molybdate und Wolframate)“ mit der chemischen Zusammensetzung KCu3O(SO4)2Cl oder in der kristallchemischen Strukturformelschreibweise KCu3[O|Cl|(SO4)2]. Kamchatkit ist damit ein Kalium-Kupfer-Sulfat mit zusätzlichen Sauerstoff- und Chlorionen.
Kamchatkit kristallisiert im orthorhombischen Kristallsystem und entwickelt langprismatische Kristalle bis etwa drei Millimeter Länge mit einem glasähnlichen Glanz auf den Oberflächen. Die Kristalle sind durchsichtig und von grünlichbrauner bis gelbbrauner Farbe. Auf der Strichtafel hinterlässt Kamchatkit dagegen einen gelben Strich.

## Etymologie und Geschichte
Entdeckt wurde das Mineral in Mineralproben vom Vulkan Tolbatschik, genauer von dessen zweitem Schlackenkegel an der Fumarole „Jadowitaja“, auf der Halbinsel Kamtschatka im russischen Föderationskreis Ferner Osten. Nach der Anerkennung des Minerals 1987 durch die International Mineralogical Association (IMA) erfolgte die Publikation der Erstbeschreibung 1988 durch Lidija Pawlowna Wergassowa, Stanislaw K. Filatow, Je. K. Serafimowa und T. W. Waraksina (russisch: Л. П. Вергасова, С. К. Филатов, Е. К. Серафимова, Т. В. Вараксина), die es nach der Halbinsel als Region der Typlokalität benannten.
In der russischen Originalbeschreibung wird das Mineral als Камчаткит bezeichnet. Bei korrekter Transkription aus dem Russischen ins Deutsche müsste der Name damit Kamtschatkit lauten. Allerdings stützen sich bisher bekannte deutschsprachige Quellen auf die englische Übersetzung Kamchatkite, die auch in der russischen Originalbeschreibung publiziert und von der IMA anerkannt wurde. Im Deutschen wird nur das im Englischen übliche ‚e‘ weggelassen.
Das Typmaterial des Minerals wird im Bergbau-Institut in Sankt Petersburg unter der Sammlungs-Nr. 1947/1 aufbewahrt.

## Klassifikation
Da der Kamchatkit erst 1987 als eigenständiges Mineral anerkannt wurde, ist er in der seit 1977 veralteten 8. Auflage der Mineralsystematik nach Strunz noch nicht verzeichnet. Einzig im zuletzt 2018 überarbeiteten und aktualisierten Lapis-Mineralienverzeichnis nach Stefan Weiß, das sich aus Rücksicht auf private Sammler und institutionelle Sammlungen noch nach dieser klassischen Systematik von Karl Hugo Strunz richtet, erhielt das Mineral die System- und Mineral-Nr. VI/B.05-30. In der „Lapis-Systematik“ entspricht dies der Klasse der „Sulfate, Chromate, Molybdate und Wolframate“ und dort der Abteilung „Wasserfreie Sulfate, mit fremden Anionen“, wo Kamchatkit zusammen mit Alumoklyuchevskit, Chlorothionit, Fedotovit, Klyuchevskit, Piypit und Puninit eine eigenständige, aber unbenannte Gruppe bildet.
Die von der IMA zuletzt 2009 aktualisierte 9. Auflage der Strunz’schen Mineralsystematik ordnet den Kamchatkit ebenfalls in die Abteilung der „Sulfate (Selenate usw.) mit zusätzlichen Anionen, ohne H2O“ ein. Diese ist allerdings weiter unterteilt nach der relativen Größe der beteiligten Kationen, so dass das Mineral entsprechend seiner Zusammensetzung in der Unterabteilung „Mit mittelgroßen und großen Kationen“ zu finden ist, wo es als einziges Mitglied die unbenannte Gruppe 7.BC.35 bildet.
Auch die vorwiegend im englischen Sprachraum gebräuchliche Systematik der Minerale nach Dana ordnet den Kamchatkit in die Klasse der „Sulfate, Chromate, Molybdate“ (einschließlich Selenate und Tellurate, Selenite, Tellurite, Sulfite) und dort in die Abteilung der „Wasserfreien Sulfate mit Hydroxyl oder Halogen“ ein. Hier ist er als einziges Mitglied in der unbenannten Gruppe 30.02.08 innerhalb der Unterabteilung „Wasserfreie Sulfate mit Hydroxyl oder Halogen mit (AB)2XO4Zq“ zu finden.

## Chemismus
Die Analyse der Typmaterialproben aus Kamtschatka bestand aus einer Kombination aus Flammenphotometrie, Atomabsorptionsspektrometrie und Volumen-Gewichts-Analysen. Diese ergab eine durchschnittliche Zusammensetzung von 48,62 % CuO; 0,17 % PbO; 0,62 % ZnO; 0,20 % Na2O; 10,48 % K2O; 6,20 % Cl; 33,96 % SO3, 1,75 % H2O− und 0,00 % H2O+ (alle Angaben in Gewichts-%). Nach Abzug von H2O und Berechnung von O2+ für die Ladungsbilanz korrespondiert die Zusammensetzung mit der empirischen Formel (K1,06Na0,03)Σ=1,09(Cu2,92Zn0,04)Σ=2,96(SO4)2,03O1,04Cl0,84, was zu
KCu3(SO4)2OCl idealisiert wurde.

## Kristallstruktur
Kamchatkit kristallisiert orthorhombisch in der Raumgruppe Pna21 (Raumgruppen-Nr. 33) mit den Gitterparametern a = 9,74 Å; b = 12,86 Å und c = 7,00 Å sowie 4 Formeleinheiten pro Elementarzelle.
| Kristallstruktur von Kamchatkit |
| - mit Blickrichtung parallel zur a-Achse - mit Blickrichtung parallel zur b-Achse - mit Blickrichtung parallel zur c-Achse - räumliche Darstellung in der kristallographischen Standardausrichtung |
| Farbtabelle: _ K 0 _ Cu 0 _ O 0 _ S 0 _ Cl |

## Eigenschaften

### Morphologie
Kamchatkit entwickelt langprismatische, stabförmige Kristalle mit rechteckigem oder rhombischem Querschnitt, die entlang der c-Achse [001] gestreckt sind. Vorherrschende Kristallformen sind {110}, {100}, {010} und {001}.

### Chemische und physikalische Eigenschaften
Das Mineral löst sich in Wasser und schwachen Säuren schon bei einer Verdünnung von 1:20 und ist zudem hygroskopisch, das heißt in der Lage, Feuchtigkeit aus der umgebenden Luft aufzunehmen. Kamchatkit zersetzt sich dadurch an der Luft innerhalb von wenigen Wochen.
Mit einer Mohshärte von 3,5 gehört Kamchatkit zu den mittelharten Mineralen und liegt in der Härte zwischen den Referenzmineralen Calcit (3) und Fluorit (4). Ausreichende Kristallgrößen vorausgesetzt ließe sich Kamchatkit damit leichter als Fluorit mit einem Taschenmesser ritzen.

## Bildung und Fundorte
Kamchatkit bildet sich als vulkanisches Sublimationsprodukt bei Temperaturen zwischen 120 °C und 140 °C. Als Begleitminerale traten unter anderem Hämatit, Klyuchevskit, Ponomarevit und Tolbachit auf.
Außer an seiner Typlokalität, der Fumarole „Jadowitaja“ am Tolbatschik auf der russischen Halbinsel Kamtschatka, konnte das Mineral bisher nur noch in der ehemaligen Nickelgrube bei Bolivia  im Churchill County des US-Bundesstaates Nevada gefunden werden (Stand 2019).